# 사프리 (드라마)
《사프리(サプリ)》는 2006년 7월 6일 ~ 2006년 9월 18일까지 후지TV에서 방송된 게츠쿠 드라마. 시간은 매주 월요일 밤 9시 ~ 9시 54분까지, 총 11회. 첫회는 15분 연장하여 10시 9분까지 방송하였다. 주연은 이토 미사키. 평균 시청률 14.2%를 기록하였다.

## 개요
대기업 광고회사 크레이트 에이전시 제작부에 CM 기획자로 근무하는 후지이 미나미는, 일에는 열심히지만 사랑은 뒤로 미루는 전형적인 OL이다.이다. 그러던 어느날, 아르바이트 생으로 이시다 이사무야가 제작부에 근무하기 시작한다. 불성실하고 약간은 시건방진 그에게, 처음에는 반발하기 시작하지만….

## 캐스팅
- 후지이 미나미 - 이토 미사키

광고회사 크레이트 에이전시 제작부에 근무하는 CM 기획자.
- 이시다 이사무야 - 카메나시 카즈야(KAT-TUN)

제작부에서 잡다한 업무를 하는 아르바이트 생.
- 하기와라 사토시- 에이타

영업부 근무.
- 유즈키 요코 - 시라이시 미호

크레이트 에이전시의 프리랜서 카피라이터.
- 사쿠라기 쿠니오 - 아이지마 카즈유키

제작부 마케팅과 주임.
- 와타나베 유리 - 아사미 레이나

제작부 경리 담당 데스크.
- 마츠이 요시히데 - 하라구치 아키마사

제작부 근무하는 카피라이터.
- 미타 케이스케 - 사토 시게유키(현재는 토츠기 시게유키)

제작부 근무하는 미술 감독, 주로 그래픽 담당.
- 나카자와 토시아키 - 아마노 코세이

미나미의 연인.
- 콘노 나츠키 - 시다 미라이

이마오카의 외동딸, 초등학교 5 학년. 애칭은 ‘낫짱’.
- 타나카 미즈호 - 료

영업부 근무.
- 이마오카 쿄타로 - 사토 코이치

제작부 근무하는 크리에이티브 디렉터.

## 게스트
- 제1화: KONISHIKI (특별 출연)
- 제2화: 아키모토 나오미(사이토 노조미), 아이자와 사요(카츠키 미카), 미하라 요스노리(CM 디렉터)
- 제5화: 코이치 만타로(야나세 신)
- 제7화: 요코야마 메구미(히라노 유미코), 아메쿠 미치코(미우라 부인)
- 제8화: 야츠 이사오(장난감 가게 주인)
- 제10화: 나카마루 신쇼(부장), 스나카 케이(면접관)

## 부제·시청률
| 각 화             | 방송일          | 부제                       | 시청률 |
| ----------------- | --------------- | -------------------------- | ------ |
| Episode.01        | 2006년 7월 10일 | 15초, 사랑의 순간          | 17.9%  |
| Episode.02        | 2006년 7월 17일 | 움직이기 시작한 마음       | 13.0%  |
| Episode.03        | 2006년 7월 24일 | 10년 후의 당신에게         | 14.4%  |
| Episode.04        | 2006년 7월 31일 | 연하의 남자들              | 12.2%  |
| Episode.05        | 2006년 8월 7일  | 나를 지켜봐주는 사람       | 13.9%  |
| Episode.06        | 2006년 8월 14일 | 투명하게 비치는 연정       | 12.7%  |
| Episode.07        | 2006년 8월 21일 | 포도밭의 키스              | 14.4%  |
| Episode.08        | 2006년 8월 28일 | 그를 나에게 주세요!        | 16.3%  |
| Episode.09        | 2006년 9월 4일  | 둘만의 밤                  | 13.8%  |
| Episode.10        | 2006년 9월 11일 | 지금, 나로서 할 수 있는 것 | 12.7%  |
| Episode.11        | 2006년 9월 18일 | 전하고 싶은 말             | 15.3%  |
| 평균 시청률 14.2% |                 |                            |        |

## 관련음반

### 주제곡
- ayaka / Real voice

### 삽입곡
- ayaka / [[MelodySOUNDS REAL|ブルーデイズ]]

### 오프닝 곡
- KAT-TUN / YOU

### Original Sound Tracks
1. SUPPLI(MAIN THEME)
2. Working girl meets free-teer
3. Youngster
4. Casual Street
5. 15 seconds at moment of “LOVE”
6. ENJOY
7. Betrayed feelings
8. Laughs because laughs.
9. Swank elder brother
10. Puppy of rain
11. Crisis
12. Give it up!
13. Fight with me
14. Stony voice
15. Magic Moment
16. Check!
17. Check!Check!
18. Emotional scars
19. Long Distance
20. Summer memories
21. Wonderful summer with “Suppli”!
22. ブルーデイズ(Agt Ver.)
23. Real voice(PF Ver.)